# Рябкин, Иван Вениаминович
Иван Вениаминович Рябкин (род. 25 апреля 2007, Балаково, Саратовская область) — российский хоккеист, центральный нападающий.

## Биография
Начинал заниматься хоккеем в «Кристалле» Балаково с командой 2005 г. р. Первый тренер Андрей Разин. В 2015 году перешёл в ЦСКА. С 2022 года — в «Динамо» Москва. В дебютном сезоне МХЛ 2023/24 за МХК «Динамо» набрал 64 (25+39) очков в 49 матчах — второе место в истории лиги для игроков до 17 лет. 10 сентября 2024 года в гостевом матче против «Лады» (3:6) дебютировал в КХЛ.
В октябре 2024 года подписал контракт с клубом USHL «Маскигон Ламберджекс», до конца года играл в МХЛ и в ВХЛ за «Динамо» Санкт-Петербург. Перешёл в «Маскигон» 31 декабря, в первых двух матчах забил три гола. Всего до конца сезона в 27 играх набрал 30 (19+11) очков.